# Ceratiomyxa
Ceratiomyxa ist eine Gattung der Schleimpilze, die gemeinsam mit ihrem Schwestertaxon, den Protosporangiidae, die Gruppe der Protosporangiida bildet.

## Merkmale
Die Arten der Gattung Ceratiomyxa bilden säulen-, zweig- oder morchelähnliche Fruktifikationen. Die Sporangien, welche mit anderen Fruchtkörpern der Protosteliales vergleichbar sind, werden auf einer aus dem Zellinhalt bestehenden Matrix gebildet, welche auf einem sehr dünnen und völlig transparenten Film, dem Hypothallus, steht. Aus den Sporen entstehen vierkernige Protoplasten, aus denen sich acht haploide Schwärmerzellen bilden.
Früher wurde die Gattung als exosporös bezeichnet, da man annahm, dass die Sporangien Sporen auf Stielen auf der Außenseite der Fruchtkörper wären.

## Arten
Die Gattung Ceratiomyxa umfasst vier Arten, von denen nur Ceratiomyxa fruticulosa in Mitteleuropa vorkommt:
| Art                                            | Verbreitungsgebiet                             | Merkmale |
| ---------------------------------------------- | ---------------------------------------------- | --- |
| Ceratiomyxa fruticulosa (O.F. Müll.) T. Macbr. | Weltweit                                       | Fruktifikationen aus einzelnen, möglicherweise verzweigten, Stielchen, oder poroid, ein bis zehn Millimeter hoch |
| Ceratiomyxa hemisphaerica L.S. Olive & Stoian. | USA                                            | Fruktifikationen halbkugelig, etwa 100 bis 200 Mikrometer im Durchmesser und circa 70 bis 120 Mikrometer hoch, einzeln oder an der Basis miteinander verbunden, mit etwa 20 bis 120 Mikrometer langen, dünnen Stielchen, an dessen Enden sich jeweils eine Spore befindet. |
| Ceratiomyxa morchella A.L. Welden              | Tropen und Subtropen Amerikas                  | Fruktifikationen morchelartig, etwa zwei bis drei Millimeter hoch |
| Ceratiomyxa sphaerosperma Boedijn              | Tropen und Subtropen Mittelamerikas und Israel | Fruktifikationen bestehend aus Stielchen, an dessen Enden büschelig einzelne, selten verzweigte Äste entspringen, auf denen sich die Sporen befinden. |